# 第一拖拉機
第一拖拉機股份有限公司（港交所：0038、上交所：601038），是中國一拖集團旗下公司，中國機械工業集團有限公司屬下機構，是在1955年成立，曾经生產中国第一台拖拉机、第一台压路机、第一辆军用越野载重汽车，其中《東方紅》品牌最多，1997年在香港交易所主板上市。現任董事長趙剡水。
2008年，母公司被中國機械工業集團有限公司收購，已被國務院批准。另外在2012年初，第一拖拉機計劃發行1.5億股A股上市，因而股價上揚。